# Grant McLennan
Grant William McLennan (Rockhampton (Queensland), 12 février 1958-Brisbane, 6 mai 2006), est un auteur-compositeur-interprète de rock alternatif australien, fondateur à Brisbane, en 1977, avec Robert Forster, du groupe The Go-Betweens. 
On lui doit aussi quatre albums solos : Watershed (1991), Fireboy (1992), Horsebreaker Star (1994) et In Your Bright Ray (1997).
Il est mort d'une crise cardiaque en 2006 à 48 ans. 

## Biographie
Fils d'un médecin généraliste, il a un frère et une sœur. A quatre ans, il perd son père. Sa famille déménage alors à Cairns. Il étudie cinq ans comme pensionnaire à l'Anglican Church Grammar School (en) de Brisbane puis sa mère se remarie et la famille part s'installer dans une station d'élevage du bétail dans l'extrême nord du Queensland. Plusieurs de ses chansons évoquent ces éléments de sa vie. 
En 1976, il passe son baccalauréat es-art à l'Université du Queensland et rencontre Robert Forster à l'université en 1977. Ce dernier l'engage à apprendre la guitare-basse. Les deux hommes forment alors le groupe The Go-Betweens et sort son premier single écrit par Forster en septembre 1978, Lee Remick.

### Décès
Il est décédé à son domicile de Brisbane le 6 mai 2006, âgé de 48 ans, d'une crise cardiaque. Il se préparait à une fête pour célébrer ses fiançailles avec Emma Pursey. Il se sentit mal et monta pour se reposer. Il est retrouvé mort peu après par Emma Pursey. 
Plus de 1 000 personnes ont assisté à ses funérailles, y compris, entre autres, les musiciens Bernard Fanning, Paul Kelly et Ed Kuepper.
Un prix musical a été créé en son honneur par le gouvernement du Queensland en 2007 : le Grant McLennan Fellowship.

## Discographie

### Albums
Solo
- Watershed (1991)
- Fireboy (1992)
- Surround Me (1992)
- Horsebreaker Star (1994)
- In Your Bright Ray (1997)

Avec The Go-Betweens
- Send Me A Lullaby (1982)
- Before Hollywood (1983)
- Spring Hill Fair (1984)
- Liberty Belle and the Black Diamond Express (1986)
- Tallulah (1987)
- 16 Lovers Lane (1988)
- The Friends of Rachel Worth (2000)
- Bright Yellow Bright Orange (2003)
- Oceans Apart (2005)
- Worlds Apart EP (2005)

### Compilation
- Intermission (2007)
- 1978-1990 (1990)
- Bellavista Terrace: Best of the Go-Betweens (1999)
- 78 'til 79 the Lost Album (1999)

### Singles
- Easy Come, Easy Go (1991)
- Word Gets Around (1991)
- Lighting Fires (1993)
- Simone and Perry (1995)
- Don't You Cry (1995)
- Comet Scar (1997)
- Lee Remick/Karen (Able Label, 1978)
- People Say/Don't Let Him Come Back (Able Label, 1979)
- I Need Two Heads/Stop before You say It (Missing Link/Postcard, 1980)

### Albums live
- Live On Snap With Deirdre O'Donoghue (1999)
- Live In London (2005)
- That Striped Sunlight Sound (2006)